# Sebastian Stielke
Sebastian Stielke (* 18. Oktober 1980 in Bochum, Ruhrgebiet) ist ein deutscher Film- und Theater-Schauspieler und Buchautor.

## Biografie
Nach vieljähriger Arbeit am Schauspielhaus Bochum als Praktikant und Kleindarsteller während der Schulzeit am Bochumer Graf-Engelbert-Gymnasium und dem Zivildienst studierte er anschließend Schauspiel zunächst am Konservatorium der Stadt Wien und wechselte dann in Brandenburgs Landeshauptstadt Potsdam. Dort absolvierte er sein Schauspielstudium von 2002 bis 2006 an der staatlichen Hochschule für Film und Fernsehen „Konrad Wolf“ am Studio Babelsberg mit Diplom.
Während der Ausbildung in Babelsberg spielte er bereits in zahlreichen Produktionen für Film und Fernsehen mit, war auf den Bühnen des Maxim-Gorki-Theaters Berlin und des Hans-Otto-Theaters Potsdam zu sehen und produzierte als Regisseur seine filmische Dokumentation „einfach spielen“. Für die Spielzeiten 2006/07 bis 2008/09 war er festes Ensemblemitglied am Theater in Wilhelmshaven und spielte dort u. a. den Camille Desmoulins in Georg Büchners Dantons Tod, Kjell Bjarne in Elling, Bassanio in William Shakespeares Der Kaufmann von Venedig, Stauffacher in Friedrich Schillers Wilhelm Tell, Plzák in Václav Havels Das Gartenfest, Leonhard in Friedrich Hebbels Maria Magdalena und Jerry alias Daphne in der Erfolgskomödie Sugar – Manche mögen’s heiß. In den darauf folgenden Spielzeiten folgten Gastengagements am Theater Krefeld und Mönchengladbach und dem Theater Hof, wo er u. a. in der Titelrolle in Johann Wolfgang von Goethes Faust I und Faust II zu sehen war.
Neben Auftritten in unterschiedlichen Fernsehfilmen wie Tod aus der Tiefe (Regie: Hans Horn) und Elly Beinhorn – Alleinflug (Regie: Christine Hartmann), sieht man ihn in Filmfestival-Produktionen und Kinofilmen wie beispielsweise dem Gesellschaftsdrama Berliner Reigen (Regie: Dieter Berner), dem Horrorfilm Lange Nacht (Regie: Till Kleinert), dem Science-Fiction-Streifen Art Girls (Regie: Robert Bramkamp), der Verfilmung der Uschi Obermaier-Biografie Das wilde Leben (Regie: Achim Bornhak), dem 2017 mit dem Heinz-Badewitz-Preis ausgezeichneten Film Lux – Krieger des Lichts (Regie: Daniel Wild) und 2023 dem Berlinale-Beitragsfilm Drifter (Regie: Hannes Hirsch).
Stielke ist in Fernsehreihen, darunter Unter anderen Umständen (Regie: Judith Kennel), Vernau (Regie: Carlo Rola) oder Neben der Spur (Regie: Thomas Berger) ebenso zu sehen wie in Episodenrollen von deutschen Fernsehserien wie SOKO Potsdam, Heldt und Die Spezialisten oder internationalen Serien wie Homeland, Berlin Station und Counterpart.
Für die Initiative Alfa-Telefon ist er in einem filmischen Spot des Bundesverbands Alphabetisierung und Grundbildung (Regie: Tini Tüllmann) zu sehen. Im Jahr 2016 war er Teil des Ensembles im Musikvideo „Mehr einzige Lieben“ der Gruppe August August (Regie: Benjamin Teske).
Stielke war mit seiner Rolle in Blind Data auf dem seriale-Festival 2017 als „Best Supporting Actor“ nominiert.
2021 war er offizielles Jurymitglied des Deutschen Schauspielpreises.
Im selben Jahr erschien beim Bebra-Verlag sein Buch „100 Facts about Babelsberg – Wiege des Films und moderne Medienstadt“.
Der auch als Sprecher für Hörbücher tätige Schauspieler ist Mitglied im Bundesverband Schauspiel (BFFS).

## Filmografie (Auswahl)
- 2003: Othello am Ostkreuz (Regie: Tina Sako)
- 2004: Vineta – Das Geheimnis der versunkenen Stadt (Regie: Günter Meyer)
- 2004: Alienne im Glück (Regie: Sandra Ehlermann)
- 2004: Hamlet ff. (Regie: Rolf Sakulowski)
- 2005: Lange Nacht (Regie: Till Kleinert)
- 2005: Land’s End (Regie: Alex Ross)
- 2005: Nachtwandler (Regie: Markus F. Adrian)
- 2006: Berliner Reigen (Regie: Dieter Berner)
- 2006: Letzte Ausfahrt West-Berlin (Regie: Inga Wolfram)
- 2006: 5-Minuten-Krimi (Regie: Francis Meletzky)
- 2006: Wolfgang (Regie: Peter Hecker)
- 2007: Das wilde Leben (Regie: Achim Bornhak)
- 2007: Alle Tage (Regie: Jasco Viefhues)
- 2008: Im nächsten Leben (Regie: Marco Mittelstaedt)
- 2008: In der Ferne das Meer (Regie: Jens Christian Börner)
- 2009: Tod aus der Tiefe (Regie: Hans Horn)
- 2009: Unser Charly: „Lilly, Felix und der Wolf“ (Regie: Ed Ehrenberg)
- 2009: Nebenan (Regie: Peter Hecker)
- 2010: Unknown Identity (Regie: Jaume Collet-Serra)
- 2010: Spending Time (Regie: Florian Kaltenbach)
- 2010: Reinlegen (Regie: Heiko Riemann)
- 2010: Öz Kardeş (Regie: Julia Rau)
- 2010: Alarm Clock (Regie: Manuel Gerber)
- 2011: Gläserrücken (Regie: Tini Tüllmann)
- 2011: Halbwertszeit (Regie: Anne-Katrin Kiewitt)
- 2011: Ugly (Regie: Greg Bray)
- 2011: Second Chance (Regie: Nelson Berger)
- 2012: Hetzjagd (Regie: Tobias Hunold)
- 2012: Kuckucksuhr (Regie: Jakob Schmidt)
- 2013: Jack (Regie: Edward Berger)
- 2013: Art Girls (Regie: Robert Bramkamp)
- 2013: Open Access (Regie: Tobias Steidle)
- 2014: Elly Beinhorn – Alleinflug (Regie: Christine Hartmann)
- 2014: Sweet Water of Memory (Regie: Carlos Vin Lopes)
- 2014: Spielplatz (Regie: Tanja Bubbel)
- 2015: Homeland (Regie: Lesli Linka Glatter)
- 2015: Unter anderen Umständen: Das verschwundene Kind (Regie: Judith Kennel)
- 2015: Der Bankraub (Regie: Urs Egger)
- 2015–2016: Berlin Station (durchgehende Nebenrolle, Regie: Michaël R. Roskam, Giuseppe Capotondi, Christoph Schrewe)
- 2016: Heldt: „Bochum innovativ“ (Regie: Hartwig van der Neut)
- 2016: Kommissarin Heller: „Nachtgang“ (Regie: Christiane Balthasar)
- 2016: Mehr einzige Lieben (Regie: Benjamin Teske)
- 2016: Neben der Spur – Todeswunsch (Regie: Thomas Berger)
- 2016: Vernau: Die 7. Stunde (Regie: Carlo Rola)
- 2016: Blind Data (Regie: Carlos Vin Lopes)
- 2016: Chicago – A Legal Affair (Regie: Dennis Todorović)
- 2017: Die Spezialisten – Im Namen der Opfer: „Klettermaxe“ (Regie: Gero Weinreuter)
- 2017: Unsere Tode (Regie: Carlotta Wachotsch)
- 2017: Lux – Krieger des Lichts (Regie: Daniel Wild)
- 2018: Verschwörung (Regie: Fede Álvarez)
- 2018: Counterpart (Regie: Kyle Alvarez)
- 2019: Kommissarin Heller: „Herzversagen“ (Regie: Christiane Balthasar)
- 2019: SOKO Potsdam: „Der Container“ (Regie: Felix Ahrens)
- 2019: Rentnercops: „Fossi“ (Regie: Dennis Satin)
- 2020: Frau Jordan stellt gleich: „Schwarz und Weiß“ (Regie: Michael Binz)
- 2023: Drifter (Regie: Hannes Hirsch)
- 2023: Retribution (Regie: Nimród Antal)
- 2024: Die Welt ist ein Gefängnis (Regie: Vincent Tau)
- 2025: SOKO Leipzig (Regie: Jörg Mielich)